# Орсини, Феличе
Фели́че Орси́ни (итал. Felice Orsini; 10 декабря 1819, Мельдола, ныне Италия — 13 марта 1858, Париж) — итальянский революционер-карбонарий. Известен своим неудачным покушением на французского императора Наполеона III.

## Биография
Феличе Орсини родился в городке Мельдоле, в области Романья, которая тогда находилась под контролем Папской области. Мечтая о церковной карьере для своего сына, родители устроили молодого Орсини в духовном училище. Скоро Орсини опротивело лицемерие тогдашней католической церкви, и он стал страстным либералом. Вследствие этого, Орсини бросил академию и примкнул к движению «Молодая Италия», учрежденному патриотом Джузеппе Мадзини.
Орсини был впервые арестован в 1844 году в связи с подготовкой революционных беспорядков: его приговорили к пожизненному заключению. Однако новоизбранный Папа, Пий IX, решил его освободить. Оказавшись снова на свободе, Орсини возглавляет отряд молодых романцев в первой итальянской освободительной войне, во время которой он отличился доблестью на сражениях возле Тревизо и Виченцы.
После римской революции 1849 года и провозглашения Римской Республики Орсини был избран членом Римского Учредительного Собрания. Римская республика просуществовала совсем недолго, но и после её падения Орсини продолжал строить планы для свержения папской власти и утверждения в Папском Государстве партии Мадзини. Орсини был отправлен инкогнито последним в Венгрию, но его узнали в Мантуе и задержали. Это произошло в 1854 году. Орсини удалось бежать из тюрьмы несколько месяцев спустя благодаря собственной изобретательности (он распилил решетку и спустился на канате из перекрученного постельного белья) и помощи сочувствующих крестьян, которые его скрыли в своей телеге и провезли мимо австрийского сторожевого пункта.
В 1856 году он ненадолго посетил Англию, где был благосклонно принят. Именно там, в Англии, были опубликованы в 1857 году записки об его бегстве из австрийской тюрьмы под заголовком «Австрийские Темницы». Эти записки вызвали разрыв отношений между Орсини и Мадзини.
К концу своей краткой жизни Орсини пришел к мнению, что главным препятствием для воссоединения маленьких и слабых итальянских государств является французский император Луи Наполеон. Чтобы устранить это препятствие, Орсини решил его убить, рассчитывая на то, что после его смерти разразится в Италии массовое восстание, которое освободит несчастную страну от чужеземного ига. С этой целью он в 1857 году приехал в Париж. Другими участниками заговора были Джованни Андреа Пьери, Антонио Гомес и Карло Ди Рудио (который позже переменит своё имя на Шарль ДеРудио).

## Покушение
Вечером 14 января 1858 года Орсини и его товарищи бросили три бомбы в императорскую карету, в которой французский император и его супруга подъезжали к воротам театра на улице Пелетие. Первая бомба взорвалась среди извозчиков кареты. Вторая разорвала на части лошадей и разбила стекла кареты, третья же попала под самую карету и тяжело ранила полицейского, спешившегося на помощь императорской чете. В итоге покушение унесло жизни восьми человек; раненых оказалось 142. Как ни странно, императорская чета осталась совершенно целой и невредимой: только императрица была слегка ушиблена в левый глаз.
Орсини был ранен брошенным им самим снарядом. На следующее утро полицейские нашли Орсини в его же собственной комнате, лежащего с кровоточащей головой. Личности покушавшихся были так быстро установлены из-за неудачного стечения обстоятельств: до этого известный французским блюстителям порядка Джузеппе Пьери был замечен возле театра и вовремя остановлен. В ходе допросов Пьери открыл имена остальных участников покушения.
После покушения популярность Наполеона III во Франции резко повысилась. Начались уличные возмущения в Англии, поскольку бомбы, как оказалось при следствии, были изготовлены именно в Англии во время кратковременного пребывания Орсини.
11 февраля Орсини написал своё известное письмо к Наполеону III, где он призывал императора ускорить процесс освобождения Италии. Орсини написал также письмо к итальянской молодёжи. Он был приговорен к смертной казни. Вместе с ним был гильотинирован Пьери. Гомес был приговорен к пожизненной каторге. Ди Рудио, который был сначала тоже приговорен к гильотинированию, был впоследствии помилован и отправлен на пожизненную каторгу на Остров Дьявола, откуда однако сумел бежать. Ди Рудио эмигрировал в Америку; там он вступил в Седьмой кавалерийский полк армии США. Служа в этом полку, принял участие в знаменитой битве при Литтл-Бигхорн.